# Jean Lorrain

Podpis Jeana Lorraina

Jean Lorrain, vlastním jménem Paul Duval (Paul-Alexandre-Martin Duval), (9. srpen 1855, Fécamp, Normandie – 30. červen 1906, Paříž) byl francouzský dekadentní básník, spisovatel a novinář.

## Život
Narodil se v rodině majitele lodí v Normandii. Rodiče ho poslali do internátní školy poblíž Paříže ve Vanves a ve Arcueil, kde studoval v letech 1864-1872. Po návratu do rodného Fécamp se měl stát otcovým partnerem a nástupcem v obchodní kariéře. V letech 1875-1876 prodělal vojenskou službu. V roce 1878 začal studovat práva, ale studia v roce 1880 opustil a věnoval se literatuře. Působil jako redaktor společenské rubriky novin Courrier français, L'Écho de Paris a dalších. Byl znám svým dandysmem. Účastnil se literárních salonů, které pořádala spisovatelka a kritička Rachilde.

## Dílo
Jeho dekadentní povídky a romány provokovaly na svou dobu otevřeným přiznáním homosexuality a popisy nemorálních scén.
Je rovněž autorem cestopisných črt z Afriky, Turecka a Korsiky. Užíval též pseudonymy Raitif de la Bretonne a Daniel de Kerlor.

### Spisy (výběr)
- Le Sang de dieux (1882, Krev bohů) – básně
- Correspondance et poèmes (1889, Korespondence a básně) – básně
- Buveurs d’âmes (1893, Pijáci duší) – román
- Poussières de Paris (1896, Pařížský prach) – eseje a aforismy
- Monsieur de Bougrelon (1897, Pan de Bougrelon) – román
- Monsieur de Phocas (1901, Pan de Phocas) – román
- Le Vice errant (1902, Bludná neřest) – román
- La maison Philibert (1904)
- L'École des vieilles femmes (1905, Škola starých žen) – povídky

#### Dramata
- Yanthis (1894)
- Prométhée (1900) - lyrická tragédie (spolu s André-Ferdinand Héroldem, hudba: Gustav Fauré),
- Une nuit de Grenelle (1903)

Dále psal aktovky a balety pro divadlo Grand Guignol.

### České překlady
- Pan de Bougrelon, překlad Jarmil Krecar, Praha : F. Adámek, 1912
- Piják duší, překlad Albert Savaron, KDA, svazek 160, Praha : Kamilla Neumannová, 1919
- Siné oči ; Ofélius ; Milovaný muž : povídky, překlad Albert Savaron, Praha : Jan Otto, 1921